# Jacques Bernard Hombron
Jacques Bernard Hombron (* 15. April 1798 (26 Germinal VI) im 6. Arrondissement in Paris; † 16. Oktober 1852 auf dem Meer an Bord des Schiffs Ferdinand) war ein französischer Arzt und Naturforscher. Seine botanische Namensabkürzung ist „Hombr.“

## Leben und Wirken
Am 1. März 1830 heiratete er in Brest Louise Félicie Moreau (1803–1892), der er und Honoré Jacquinot (1815–1887) im Jahr 1841 Columba Felicia, ein Synonym für die Goldfruchttaube (Ptilinopus luteovirens) widmeten. Zwar ist aus der Originalbeschreibung nicht ersichtlich wem die Taube gewidmet wurde, doch wurde postum in Voyage au pole sud et dans l'Océanie sur les corvettes l'Astrolabe et la Zélée die Namensgebung erklärt.
Im Jahr 1821 wurde Hombron zum Marinechirurg und war zunächst in Guadeloupe stationiert, bevor er schließlich nach Brest kam. Bekannt wurde er durch seine Teilnahme an der Südpol-Expedition die von Jules Dumont d’Urville zwischen 1837 und 1840 mit den Schiffen Astrolabe und Zèlée geleitet wurde. Er diente auf dieser Reise als Stabsarzt.
Zwischen 1840 und 1848 war er Angestellter des Muséum national d’histoire naturelle mit der Aufgabe die naturhistorischen Sammlerstücke der Expedition zu sichten und zu dokumentieren. Zusammen mit Honoré Jacquinot beschrieb er viele neue Pflanzen- und Tierarten, die u. a. in verschiedenen Bänden von Voyage au pole sud et dans l'Océanie sur les corvettes l'Astrolabe et la Zélée erschienen.
Nach zwei weiteren Seefahren zwischen 1848 und 1850 wurde er 1851 als stellvertretender Chefarzt in den Senegal beordert. Hier blieb er nur kurz und verstarb wahrscheinlich krankheitsbedingt auf der Rückreise an Bord der Ferdinand.

## Dedikationsnamen
Charles Lucien Jules Laurent Bonaparte benannte 1850 den Mindanaoliest (Actenoides hombroni) zu seinen Ehren. Alfred Russel Wallace beschrieb 1865 Chalcophaps hombroni, ein Name, der heute als Synonym für die Stephantaube (Chalcophaps stephani Pucheran, 1853) steht. Hippolyte Lucas beschrieb 1852 eine zu den Weißlingen gehörende Art, die heute unter dem Namen Appias hombroni geführt wird. 1886 widmete ihm Adrien René Franchet die Laugenblumenart Cotula hombroni. Im Jahr 1841 publizierte Charles Gaudichaud-Beaupré die neue Pflanzengattung Hombronia für die Art Hombronia edulis, ein Name der heute als Synonym für Pandanus dubius steht.

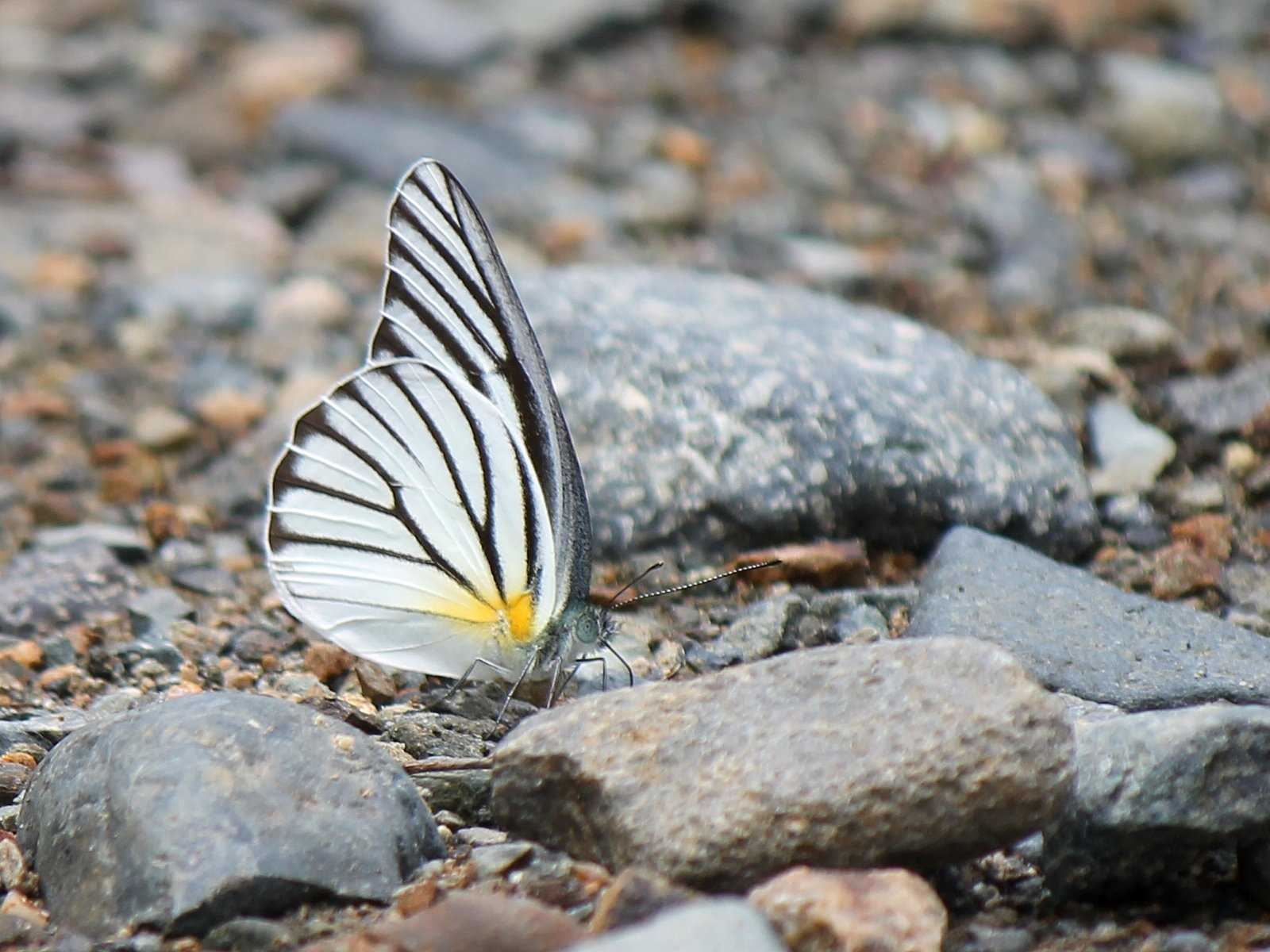
Appias hombroni
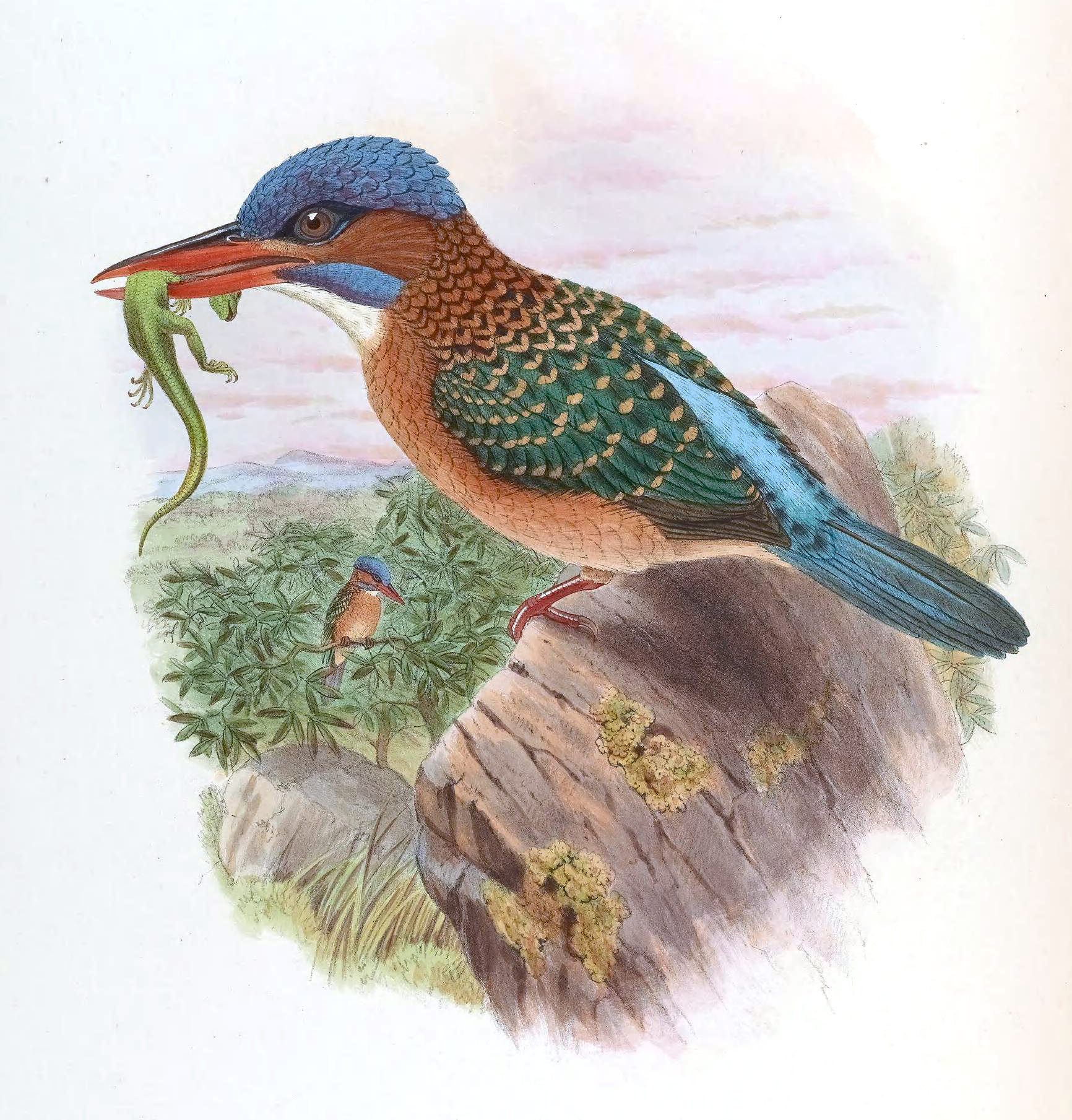
Mindanaoliest (Actenoides hombroni)
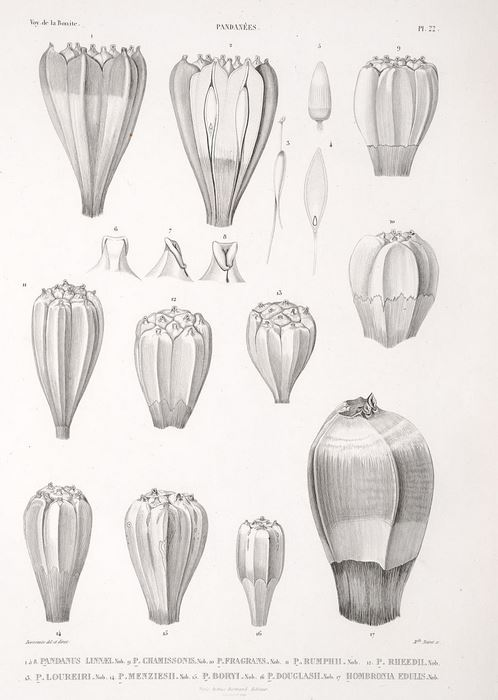
Hombronia edulis Gaudich.
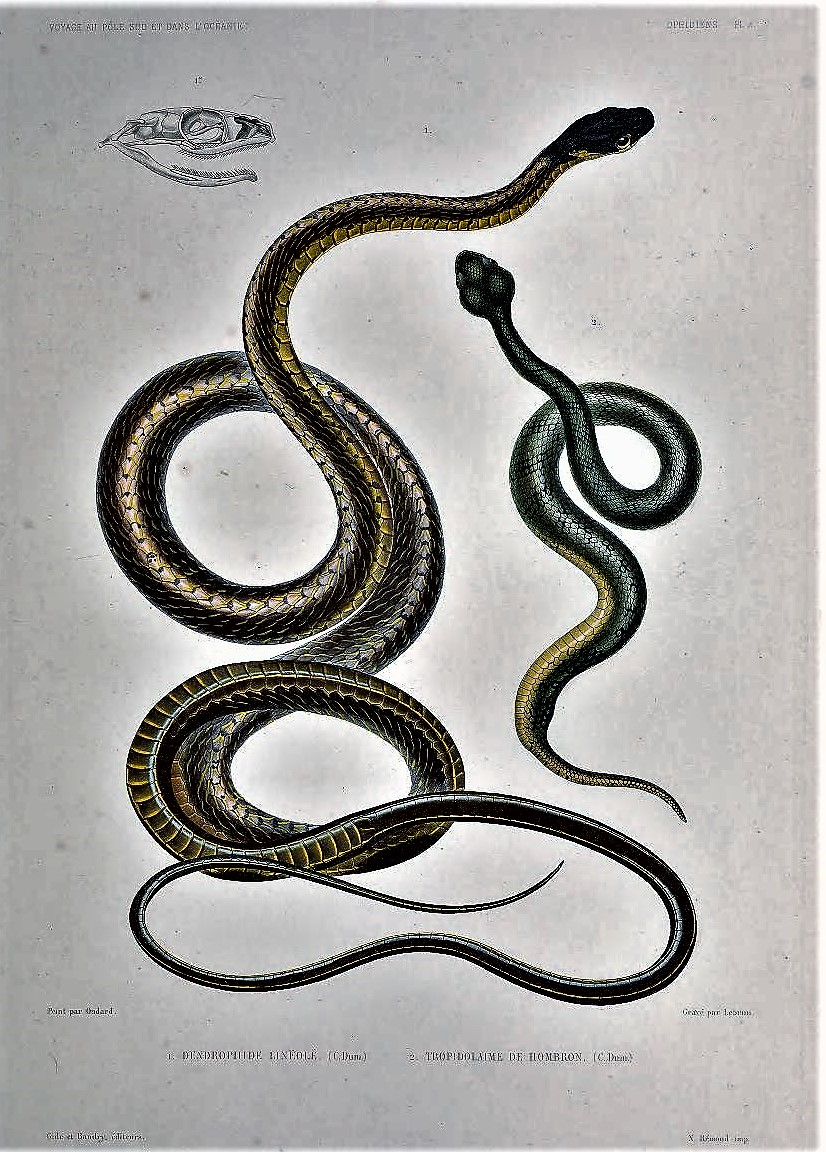
Tropidolæmus hombronii heute als Tropidolaemus philippensis bekannt

Darüber hinaus tragen die Hombron Rocks, eine Gruppe von Rifffelsen in der Antarktis, seinen Namen.

## Publikationen (Auswahl)
- mit Honoré Jacquinot: Description de plusieurs Oiseaux nouveaux ou peu connus, provenant de l'expedition autour du monde sur les corvette l'Astrobale et la Zélée. In: Annales des sciences naturelles (= 2). Band 16, 1841, S. 312–320 (biodiversitylibrary.org).
- De l'Homme dans ses rapports avec la creation in Voyage au pole sud et dans l'Océanie sur les corvettes l'Astrolabe et la Zélée : exécuté par ordre du roi pendant les années 1837-1838-1839-1840, sous le commandement de M. J. Dumont-d'urville, Capitain de vaisseau: Publié par ordre du Gouvernement, sous la direction superieure de M. Jacquinot, captaine de vaisseau, commandant de la Zélèe. Band 1 (Zoologie). Gide et J. Baudry, Paris 1846 (gallica.bnf.fr).
- mit Honoré Jacquinot, Jacques Pucheran: Voyage au pole sud et dans l'Océanie sur les corvettes l'Astrolabe et la Zélée : exécuté par ordre du roi pendant les années 1837-1838-1839-1840, sous le commandement de M. J. Dumont-d'urville, Capitain de vaisseau: Publié par ordre du Gouvernement, sous la direction superieure de M. Jacquinot, captaine de vaisseau, commandant de la Zélèe. Band 3 (Zoologie). Gide et J. Baudry, Paris 1853 (gallica.bnf.fr).